# Vincent Richards
Vincent "Vinnie" Richards (Nueva York, 20 de marzo de 1903 – Nueva York, 28 de septiembre de 1959) fue un tenista estadounidense.
Richards se mantuvo activo en las primeras décadas del siglo XX, particularmente reconocido por su técnica de vóley en juego. Fue considerado número dos en el ranking mundial, tanto como amateur en 1924 por Arthur Wallis Myers,  y como profesional por la revista American Lawn Tennis en 1930.
Ganó una medalla de oro en tenis de manera individual y otra en dobles con Frank Hunter en los Juegos Olímpicos de París 1924. En aquella también consiguió una medalla de plata en la categoría dobles mixtos.